# Karine Chevrier
Karine Chevrier (1977) es una deportista canadiense que compitió en natación. Ganó una medalla de plata en el Campeonato Pan-Pacífico de Natación de 1997, en la prueba de 4 × 200 m libre.

## Palmarés internacional
| Campeonato Pan-Pacífico | Campeonato Pan-Pacífico | Campeonato Pan-Pacífico | Campeonato Pan-Pacífico |
| Año                     | Lugar                   | Medalla                 | Prueba                  |
| ----------------------- | ----------------------- | ----------------------- | ----------------------- |
| 1997                    | Fukuoka (Japón)         | Medalla de plata        | 4 × 200 m libre         |